# Allegoriae quaedam Sacrae Scripturae
Allegoriae quaedam Sacrae Scripturae, citata anche semplicemente come Allegoriae, è un'opera esegetica di Isidoro di Siviglia. Si tratta di un ricco commentario composto da 250 brevissimi paragrafi, che passano in rassegna vari personaggi biblici contenuti nei due Testamenti, fornendo interpretazioni tipologiche delle diverse figure e indicandone i significati profetici.

## Contenuti, lingua e stile
Dopo un breve prologo (par. 1-3), diretto al destinatario dell’opera, essa si compone di 127 voci legate all’Antico Testamento e altre 121 riferite al Nuovo Testamento. J.C. Martín Iglesias sottolinea il diseguale trattamento ricevuto dai diversi libri delle Sacre Scritture. Per quanto riguarda l’Antico Testamento, la Genesi occupa più di un terzo delle analisi, mentre dall’altra parte non ricevono alcuna attenzione i Salmi e il Deuteronomio. La sezione del Nuovo Testamento è invece dedicata principalmente ai personaggi dei Vangeli, in particolare quelli di Luca, Matteo e Giovanni, lasciando da parte il Vangelo di Marco e gli altri libri del Nuovo Testamento.
Le Allegoriae sono un compendium sententiae, composto da una lista di nomi di personaggi biblici. Come dice lo stesso Isidoro nel prologo, si tratta di note che non permettono di spiegare pienamente i misteri delle figure: l’autore riassume ogni personaggio in un evento centrale, tale che possa illuminare ciò che precede e segue nella sua vita. Poirel osserva come Isidoro, nella presentazione delle diverse figure, si ponga dal punto di vista dell’eternità, mettendosi nella posizione di Dio, colui che è chiamato a pronunciare un giudizio definitivo. Spesso i significati allegorici non si fermano al un singolo individuo, ma caratterizzano un gruppo o una coppia di personaggi.
Trisoglio sottolinea la meccanicità dell’elenco, mettendo in luce l’assenza di adeguate dimostrazioni e commenti nelle presentazioni.

## Datazione, fonti e tradizione testuale
Le Allegoriae furono scritte tra il 598 e il 618, ma questo intervallo si può restringere al 602-615 se si riconosce, con Poirel, l’identificazione dell’Orosio a cui vengono dedicate in Aurasius, vescovo di Toledo in quegli anni.
Per quanto riguarda la sezione dell’Antico Testamento, nelle parole di Isidoro risuona l’eco delle sue Quaestiones in Vetus Testamentum, considerate posteriori alle Allegoriae secondo la Renotatio, ma retrodatate dagli studi più recenti. Tra le fonti principali si segnalano Agostino, Girolamo, Ambrogio di Milano, Gregorio Magno, Origene, Cesario di Arles.
Il titolo Allegoriae non è stato definito dall’autore, ma è traccia di una mano posteriore: alcuni testimoni più antichi intitolano l’opuscolo Liber de interpretatione quorundam nominum Veteris Nouique Testamenti. Manuel Díaz y Díaz, nell’Index, recensisce 45 testimoni dell’opuscolo realizzati tra VII e XII secolo: si contano 22 manoscritti esemplati entro la fine del IX secolo.
La tradizione del testo si divide principalmente in due rami, muovendosi su due direttrici: quella continentale entra in Gallia attraverso la Settimania, mentre quella insulare si muove dall’Inghilterra verso il nord della Germania.
Il confronto dei manoscritti e l’analisi delle lezioni comuni hanno portato a individuare tre redazioni principali dell’opera, due delle quali differiscono in modo poco consistente e sono attribuibili a Isidoro. La terza redazione, posteriore, non è sicuramente isidoriana e l’esame dei testimoni che la trasmettono rende possibile situare la sua composizione all’VIII secolo, nell’abbazia benedettina di San Gallo.
La prima edizione dell’opera si deve a J. Secerius (1529), il cui testo venne ripreso da Marguerin de la Bigne nel 1580 (a sua volta recuperato da Jacques de Breul nel 1601) e da Gomez Pérez Grial nel 1599. Arévalo realizza la sua edizione nel 1802 fondandosi su 5 manoscritti vaticani e questa edizione viene riprodotta da Jean-Paul Migne nel 1862 (t. 83 della Patrologia Latina).
Nel quadro di una tesi dell’École nationale des Chartres, sostenuta nel 1986, Dominique Poirel ha preparato un’edizione critica, che è in corso di revisione per la pubblicazione, nella quale viene ricostruito il testo dell’archetipo della prima redazione, basandosi sulle concordanze tra i manoscritti più antichi.

## Obiettivi dell’opera
Le Allegoriae sono un’opera di carattere principalmente pedagogico e pastorale. I 250 personaggi scelti corrispondono a testi dell’Antico e del Nuovo Testamento letti generalmente durante le celebrazioni: sempre Poirel suggerisce che le Allegoriae furono concepite dall’autore come strumento al servizio della predicazione, una sorta di vademecum destinato ad aiutare il clero ordinario nella composizione delle omelie domenicali, in un clima di marcata polemica antigiudaica e antieretica.

### Edizioni
- Braulio de Zaragoza, La Renotatio librorum domini Isidori. Introducción, edición critica y traducción, ed. J.C. Martìn Iglesias, San Millán de la Cogolla 2004.
- Divi Isidori Hispalensis episcopi opera omnia, ed. J. Grial, Madrid 1599.
- Isidore de Séville, Les Allegoriae. Édition critique, traduction et commentaire. Thèse pour l'obtention du diplôme d'archiviste-paléographe, ed. D. Poirel, Parigi 1985.
- S. Isidori Hispalensis Episcopi Hispaniarum doctoris opera omnia, ed. F. Arevalo, Roma 1797-1803.

### Studi
- F. Trisoglio, Introduzione a Isidoro di Siviglia, Brescia (2009), cap. XII, pp. 92–93.
- J. C. Martín, Las fuentes de las «Allegoriae quaedam sanctae scripturae» (CPL 1190) de Isidoro de Sevilla, Euphrosyne 46 (2018), pp. 143–79.
- D. Poirel, Un manuel d'exégèse spirituelle au service des prédicateurs: les «Allegoriae» d'Isidore de Séville, cit., pp. 95–107.
- J.C. Martín Iglesias, Las «Allegoriae quaedam Sanctae Scripturae» («CPL» 1190) y el «De haeresibus» («CPL» 1201) de Isidoro de Sevilla traducidos Helmántica vol. 70, n. 204 (2019), pp. 109–49.
- M.C. Díaz y Díaz, Index scriptorum latinorum medii aeui hispanorum, Salamanca (1958-1959).
- La trasmissione dei testi latini del Medioevo, volume I, a cura di L. Castaldi e P. Chiesa, Firenze (2004), pp. 196–201.